# ビヨンド・ザ・サウンド・バリアー
『ビヨンド・ザ・サウンド・バリアー』（Beyond the Sound Barrier）は、ウェイン・ショーターが2005年に発表したライブ・アルバム。

## 背景
2001年録音の『フットプリンツ〜ベスト・ライヴ!』と同様、ダニーロ・ペレス、ジョン・パティトゥッチ、ブライアン・ブレイドを従えたアコースティック・カルテットにより録音された。収録曲のうち「アズ・ファー・アズ・ジ・アイ・キャン・シー」、「アドヴェンチャーズ・アブロード・ザ・ゴールデン・ミーン」、「ビヨンド・ザ・サウンド・バリアー」、そして日本盤ボーナス・トラックの「ゼロ・グラヴィティ」は本作が初出の新曲で、「ティンカー・ベル」はメンバー4人の共作としてクレジットされている即興曲である。また、「ジョイ・ライダー」と「オーヴァー・シャドウ・ヒル・アウェイ」は、1988年のアルバム『ジョイ・ライダー』からの曲だが、本作ではオリジナル・ヴァージョンと異なるアコースティック・アレンジで演奏された。

## 反響・評価
アメリカでは『ビルボード』のジャズ・アルバム・チャートで10位に達し、第48回グラミー賞では最優秀ジャズ・インストゥルメンタル・アルバム賞を受賞した。
アレックス・ヘンダーソンはオールミュージックにおいて5点満点中3.5点を付け「『ビヨンド・ザ・サウンド・バリアー』は、必聴盤とまでは言えないにせよ、ショーターが2000年代前半においても挑戦や冒険を恐れていないという事実を示した確固たる実例である」と評している。

## 収録曲
特記なき楽曲はウェイン・ショーター作。
1. スマイリン・スルー - "Smilin' Through" (Arthur A. Penn) - 11:52
2. アズ・ファー・アズ・ジ・アイ・キャン・シー - "As Far as the Eye Can See" - 6:27
3. オン・ウィングス・オブ・ソング - "On Wings of Song" (Felix Mendelssohn) - 4:35
4. ティンカー・ベル - "Tinker Bell" (Wayne Shorter Quartet) - 1:59
5. ジョイ・ライダー - "Joy Ryder" - 11:19
6. オーヴァー・シャドウ・ヒル・アウェイ - "Over Shadow Hill Way" - 12:33
7. アドヴェンチャーズ・アブロード・ザ・ゴールデン・ミーン - "Adventures Aboard the Golden Mean" - 6:03
8. ビヨンド・ザ・サウンド・バリアー - "Beyond the Sound Barrier" - 6:31

### 日本盤ボーナス・トラック
1. ゼロ・グラヴィティ - "Zero Gravity" - 6:24

## 参加ミュージシャン
- ウェイン・ショーター - サクソフォーン（ソプラノ、テナー）
- ダニーロ・ペレス（英語版） - ピアノ
- ジョン・パティトゥッチ - ダブル・ベース
- ブライアン・ブレイド - ドラムス